# Ordnance Survey

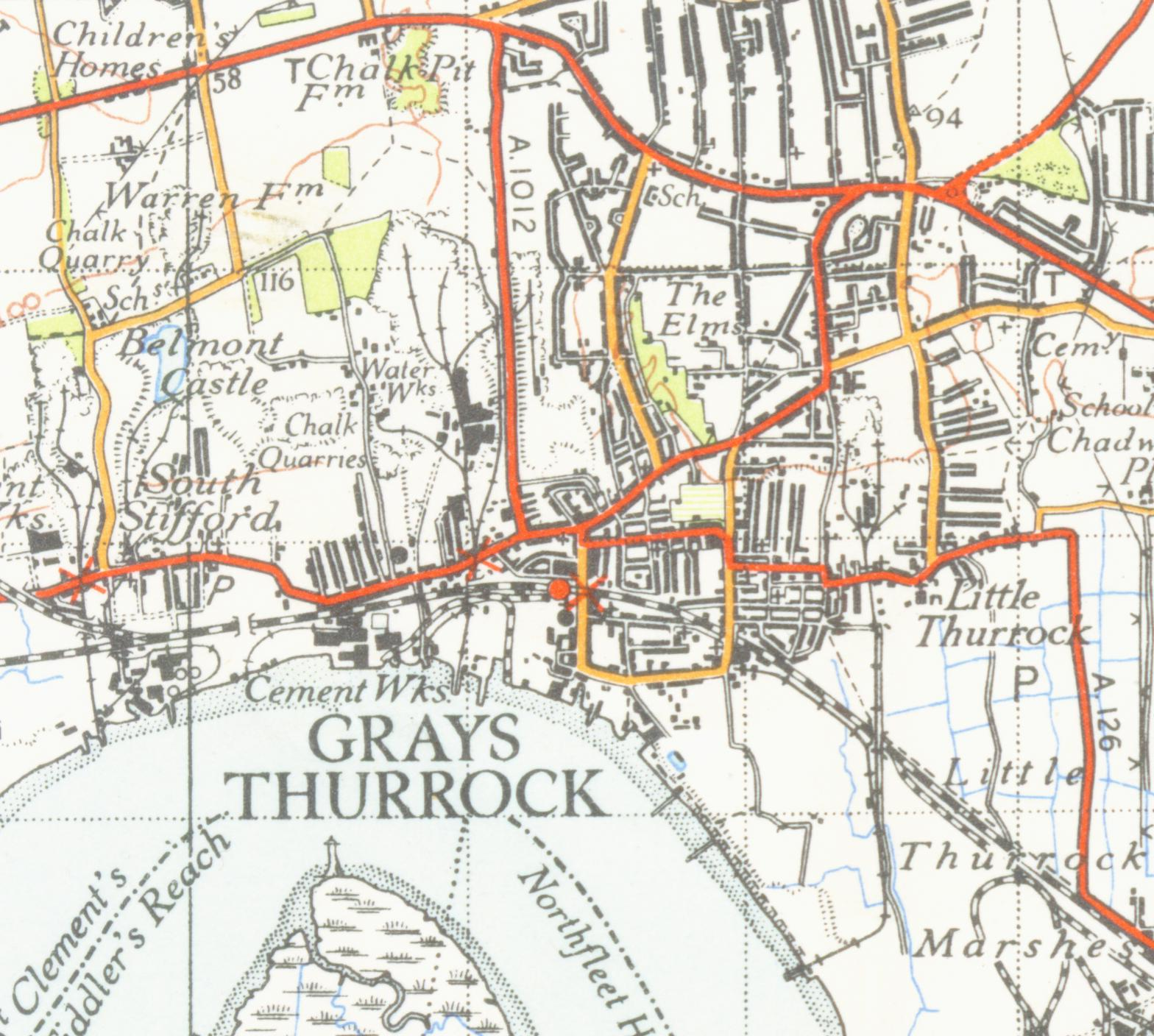
Detail van een OS-kaart uit 1946 van Zuidoost-Londen (blad 171), met een deel van Grays

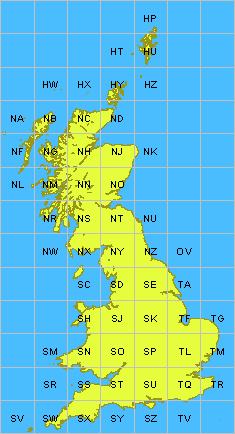
Opdeling van Groot-Brittannië volgens het stelsel OSBG36

Ordnance Survey (OS) is de cartografische dienst voor Groot-Brittannië. Het is een zelfstandig overheidsorgaan van het Verenigd Koninkrijk. De organisatie heeft tot taak kaarten te maken van Groot-Brittannië, en is vergelijkbaar met het Belgische Nationaal Geografisch Instituut en het Nederlandse Kadaster Geo-Informatie.

## Producten
Kaarten voor particulieren worden uitgegeven op verschillende schalen, variërend van 1:25.000 (OS Explorer) voor fietsers en wandelaars tot overzichtskaarten van geheel Groot-Brittannië. Deze kaarten zijn algemeen verkrijgbaar. De OS maakt alleen kaarten van Groot-Brittannië zelf. Kaarten van Noord-Ierland worden geproduceerd door de Ordnance Survey of Northern Ireland.

## British national grid reference system
Het in Groot-Brittannië gebruikelijke coördinatenstelsel om locaties aan te duiden is het British national grid reference system (Brits nationaal coördinatenstelsel), ook wel OSGB36 genoemd. Dit systeem is gebaseerd op een volledige driehoeksmeting van referentiepunten, die tussen 1936 en 1953 werd uitgevoerd. Het stelsel is ruwweg vergelijkbaar met het Nederlandse stelsel van Rijksdriehoekscoördinaten. Groot-Brittannië is opgedeeld in een aantal regio's van 100 bij 100 km, die ieder met twee letters worden aangeduid. Binnen deze regio geven twee maal drie cijfers een horizontale en verticale coördinaat, zodat met twee letters en zes cijfers een locatie uniek kan worden bepaald, met een nauwkeurigheid van 100 m. Dit referentiestelsel wordt algemeen gebruikt, niet alleen door OS zelf.

## Kritiek
Sinds enige jaren is er kritiek op de wijze waarop de OS zijn gegevens beheert. Hoewel de organisatie verzelfstandigd is en geacht wordt op commerciële wijze te werken, heeft zij als overheidsorganisatie in de praktijk een monopolie op de door zijn met openbare gelden verzamelde geografische informatie. Naar aanleiding hiervan voert het dagblad The Guardian een campagne "Free Our Data" en zijn er klachten ingediend, tot nu toe zonder concreet resultaat.